# English National Ice Hockey League 1999/2000
Die Saison 1999/2000 war die vierte Austragung der englischen nationalen Eishockeyliga, der English League. Wie im Jahr zuvor wurde die Liga in eine Premier Division und eine Division I aufgeteilt, wobei die Premier League nach der Ice Hockey Superleague und der British National League seitdem die 3. Liga des britischen Eishockeys darstellt und die English League Division I die vierte Ebene. An ihr nahmen nur englische Mannschaften teil.

## Modus und Teilnehmer
Die Mannschaften spielten in regionalen Gruppen, einer North Conference und South Conference. In einer Einfachrunde spielte jeder gegen jeden. Die ersten Sechs der Nordgruppe und alle Mannschaften der Südgruppe spielten anschließend in jeweils zwei Play-off-Gruppen zwei Vertreter für die Endrunde aus. Dort wurde dann in Play-offs mit Hin- und Rückspiel der Gesamtsieger ermittelt.

## North Conference
Die Blackburn Hawks kehrten nach wieder in die Liga zurück, während die Grimsby Buffalos sich nach nur einer Saison zurückzogen.

### Hauptrunde
| Platz | Mannschaft            | Spiele | S  | U | N  | Tore    | Punkte |
| ----- | --------------------- | ------ | -- | - | -- | ------- | ------ |
| 1     | Billingham Bombers    | 18     | 15 | 0 | 3  | 170: 75 | 30     |
| 2     | Whitley Warriors      | 18     | 12 | 2 | 4  | 163: 59 | 26     |
| 3     | Kingston Jets II      | 18     | 10 | 3 | 5  | 106: 68 | 23     |
| 4     | Altrincham Aces       | 18     | 11 | 1 | 6  | 117: 78 | 23     |
| 5     | Sunderland Chiefs     | 18     | 9  | 1 | 8  | 106: 62 | 19     |
| 6     | Flintshire Freeze     | 18     | 8  | 2 | 8  | 109: 86 | 18     |
| 7     | Nottingham Lions II   | 18     | 8  | 1 | 9  | 82: 88  | 17     |
| 8     | Blackburn Hawks       | 18     | 7  | 2 | 9  | 100: 98 | 16     |
| 9     | Sheffield Spartans II | 18     | 3  | 2 | 13 | 59:141  | 8      |
| 10    | Bradford Bulldogs     | 18     | 0  | 0 | 18 | 21:258  | 0      |

Legende: S–Siege, U–Unentschieden, N–Niederlage

### Play-offs
Die besten sechs Mannschaften spielten in zwei Gruppen (A: 1., 3., 5. und B: 2., 4., 6.) jeweils einen Halbfinalteilnehmer aus.
Gruppe A
| Platz | Mannschaft         | Spiele | S | U | N | Tore  | Punkte |
| ----- | ------------------ | ------ | - | - | - | ----- | ------ |
| 1     | Billingham Bombers | 2 1    | 2 | 0 | 0 | 10: 5 | 4      |
| 2     | Kingston Jets II   | 2 1    | 0 | 2 | 0 | 8: 8  | 2      |
| 3     | Sunderland Chiefs  | 4      | 0 | 2 | 2 | 13:18 | 2      |

Gruppe B
| Platz | Mannschaft        | Spiele | S | U | N | Tore  | Punkte |
| ----- | ----------------- | ------ | - | - | - | ----- | ------ |
| 1     | Whitley Warriors  | 3 1    | 3 | 0 | 0 | 31: 8 | 6      |
| 2     | Flintshire Freeze | 3 1    | 2 | 0 | 1 | 10:17 | 4      |
| 3     | Altrincham Aces   | 4      | 0 | 0 | 4 | 10:26 | 0      |

## South Conference
Durch den Ausstieg der Mannschaften Solent Devils, Peterborough Islanders II und Invicta Dynamos und den Aufstieg der Cardiff Devils II in die Premier League blieben nur noch fünf von neun Mannschaften in der South Conference.

### Hauptrunde
| Platz | Mannschaft             | Spiele | S  | U | N  | Tore    | Punkte |
| ----- | ---------------------- | ------ | -- | - | -- | ------- | ------ |
| 1     | Haringey Racers        | 16     | 14 | 0 | 2  | 103: 56 | 28     |
| 2     | Basingstoke Buffalo II | 16     | 14 | 0 | 2  | 120: 51 | 28     |
| 3     | Bracknell Hornets II   | 16     | 4  | 1 | 11 | 62:104  | 9      |
| 4     | Slough Jets II         | 16     | 4  | 0 | 12 | 64:102  | 8      |
| 5     | Telford Tigers         | 16     | 3  | 1 | 12 | 48: 84  | 7      |

Legende: S–Siege, U–Unentschieden, N–Niederlage

### Play-offs
Aufgrund der wenigen Teilnehmer an der South Conference, nahmen alle Mannschaften an den beiden Play-off-Gruppen (C: 1., 3., 5. und D: 2. und 4.) teil, deren Sieger in das Halbfinale einzogen.
Gruppe C
| Platz | Mannschaft           | Spiele | S | U | N | Tore  | Punkte |
| ----- | -------------------- | ------ | - | - | - | ----- | ------ |
| 1     | Haringey Racers      | 6      | 5 | 1 | 0 | 37:24 | 11     |
| 2     | Bracknell Hornets II | 6      | 3 | 1 | 2 | 36:24 | 7      |
| 3     | Telford Tigers       | 6      | 1 | 2 | 3 | 23:31 | 4      |

Gruppe D
| Platz | Mannschaft          | Spiele | S | U | N | Tore | Punkte |
| ----- | ------------------- | ------ | - | - | - | ---- | ------ |
| 1     | Basingstoke Buffalo | 2      | 2 | 0 | 0 | 23:8 | 4      |
| 2     | Slough Jets         | 2      | 0 | 0 | 2 | 8:23 | 0      |